# Les Tours bleues
Les Tours bleues (titre original : Die Blauen Türme) est un roman de science-fiction de l'auteur allemand Andreas Eschbach paru en 2005 et traduit en langue française en 2006.
Ce roman est le deuxième volume de la série Projet Mars, destinée à la jeunesse. Il est suivi par Les Grottes de verre.

## Édition française
- Les Tours bleues, traduit de l'allemand par Joséphine Bernhardt, Éditions L'Atalante, coll. Le Maedre, 2006, 352 p.  (ISBN 2841723496)
- Les Tours bleues, traduit de l'allemand par Joséphine Bernhardt, Éditions L'Atalante, coll. La Dentelle du cygne, 2015, 315 p.  (ISBN 978-2841727001)